# Мицо Шемов
Мицо Петров Шемов е български революционер, деец на Вътрешната македоно-одринска революционна организация.

## Биография
Мицо Шемов е роден през 1872 година в град Енидже Вардар (Па̀зар), тогава в Османската империя, днес в Гърция. Остава без образование, но се занимава със земеделие. Същевременно се присъединява към градския комитет на ВМОРО в Енидже Вардар.